# Ponganis-Eisfall
Der Ponganis-Eisfall ist ein 1000 m hoher und 2 km breiter Gletscherbruch an der Ostküste der Coulman-Insel im antarktischen Rossmeer. Er fließt aus der Caldera der Hawkes Heights zum Kap Main.
Das Advisory Committee on Antarctic Names benannte ihn 2005 nach dem Meeresbiologen Paul J. Ponganis (* 1950) von der Scripps Institution of Oceanography, der zwischen 1987 und 2004 Verhalten und Populationsentwicklung der Kaiserpinguine am Kap Crozier, am Kap Washington, auf der Beaufort, der Franklin- und der Coulman-Insel untersucht hatte, sowie nach seiner Ehefrau Katherine Victoria Ponganis (* 1950), die dabei an fünf Kampagnen beteiligt war.